# 李文华 (相声演员)
李文华（1927年7月—2009年5月9日），北京人，相声、小品演员，同姜昆多次合作，多为扮演捧哏。工人出身。

## 生平
李文华于1927年7月出生于北京，1946年进入兴平机械厂做喷漆工。1956年被评为全国先进工作者，北京市第三届第四届人大代表。
1962年调入中国广播艺术团说唱团，先后与刘宝瑞、马季、郝爱民、姜昆等相声表演艺术家合作，多为捧哏角色。
1983年患喉癌。1985年实施了全喉切除手术，手术后因不能说话而淡出舞台。
2008年11月12日，李文华举行记者发布会，在常宝华、马志明、姜昆等人的出席和证明下，将1980年代口盟拜师著名相声表演艺术家马三立之事公之于众，至此正式进入相声演员师承关系。
2009年5月9日凌晨，李文华因长年喉癌而引发的慢性肺源性心脏病医治无效，在北京朝阳医院呼吸科的病房病逝。姜昆总理丧事并题挽联，郭德纲、于谦到现场吊唁。

## 著名作品
- 《看电视》
- 《醉酒》
- 《男子汉宣言》
- 《如此照相》
- 《打针》
- 《哺乳诗》
- 《谈情说爱》
- 《爱的挫折》
- 《如此要求》
- 《我与乘客》
- 《男女有别》
- 《想入非非》
- 《严重警告》
- 《说一不二》
- 《男子汉宣言》
- 《棒打与溺爱》
- 《时间与青春》
- 《鼻子的故事》
- 《诗歌与爱情》
- 《错走了这一步》
- 《祖爷爷的烦恼》

## 亲属
外孙：孙越，德云社相声演员，捧哏。

## 相关
- 相声
- 捧哏

## 外部連結
- （简体中文）相声名家李文华肺病入院断为肺气肿无大碍 （页面存档备份，存于）
- （简体中文）CCTV-综艺频道-相声名家系列：李文华 （页面存档备份，存于）

| 从师   | 辈分 | 收徒 |
| 馬三立 | 寶   |      |